# Club Mariscal Santa Cruz
Maillots
Le Club Mariscal Santa Cruz est un ancien club bolivien de football basé à La Paz, nommé en honneur d'Andrés de Santa Cruz, ancien président du Pérou et de la Bolivie.

## Histoire
Le club est fondé en 1923 sous le nom de Northern Football Club. En 1966 le club change de nom après avoir été vendu aux Forces armées de Bolivie en raison de difficultés financières.
Le Mariscal Santa Cruz évolue dans la Liga Paceña de Futbol, le championnat semi-professionnel de la capitale bolivienne durant toute son existence.
La seule et unique participation du Mariscal Santa Cruz dans une compétition officielle de la CONMEBOL est la Copa Ganadores de Copa 1970 jouée à La Paz, qui est remportée par le club.
En 1976, le club est dissous par le président bolivien, le général Hugo Banzer.

## Palmarès
- Copa Ganadores de Copa (1)
  - Vainqueur : 1970